# اللغة الكلينغونية
اللغة الكلينغونية هي لغة مصطنعة يتحدث بها جنس فضائي خيالي يسمى كلينغون، في عالم ستار تريك.
تم إنشاؤها في عام 1985 بواسطة مارك أوكراند في الاستوديوهات التي تنتج سلسلة ستار تريك. وتعتبر لغة إلصاقية قواعدها مستوحاة من قواعد اللغات الأمريكية الأصلية. يتم تدريسها في الولايات المتحدة بواسطة معهد كلينغون للغات. تمت ترجمة مجموعة من الأعمال للغة الكلينغونية كملحمة جلجامش، وكتاب داوديجنغ، ومسرحيات جعجعة بلا طحن وهاملت.

## وصلات خارجية
- معهد كلينغون للغات
- أكاديمية كلينغون
- qepHom Saarbrücken أكبر اجتماع سنوي للغة الكلينغونية في أوروبا
- ويكي لغة الكلينجون، موسوعة مفتوحة عن لغة الكلينجون
- قائمة كلمات الغة الكلينغونية والمدقق الإملائي